# 翻白草
翻白草（学名：Potentilla discolor）为蔷薇科委陵菜属的植物。其种加词“discolor ”意为“异色的”。分布于日本、朝鲜、台灣以及中国大陆的安徽、黑龙江、江苏、湖南、山西、湖北、山东、陕西、河南、河北、广东、四川、江西、浙江、辽宁、福建、内蒙古等地，生长于海拔100米至1,850米的地区，常生长在草甸、沟边、山坡草地、荒地、山谷或疏林下，目前尚未由人工引种栽培。

## 别名
鸡腿根、天藕（陕西）、翻白萎陵菜（东北植物检索表）、叶下白、鸡爪参（湖南）

## 外部連結
- 翻白草, Fanbaicao （页面存档备份，存于） 藥用植物圖像數據庫 (香港浸會大學中醫藥學院) （繁體中文）（英文）
- 翻白草 Fan Bai Cao （页面存档备份，存于） 中藥標本數據庫 (香港浸會大學中醫藥學院) （繁體中文）（英文）

## 延伸阅读
[在维基数据编辑]
 《欽定古今圖書集成·博物彙編·草木典·翻白草部》，出自陈梦雷《古今圖書集成》
 《植物名實圖考·翻白草》，出自吳其濬《植物名實圖考》